# Nanga-Eboko
Nanga-Eboko ist eine Stadt in Kamerun in der Region Centre. Sie ist die Hauptstadt vom Bezirk Haute-Sanaga. Sie liegt an der Fernstraße N1. Nördlich des Gemeindegebiets verläuft der Fluss Sanaga.
In Deutsch-Kamerun war Nanga-Eboko neben Doumé und Yagoua einer der Orte, in denen die Kolonialverwaltung versuchsweise den Anbau von Reis einführte, der in vorkolonialer Zeit nicht üblich gewesen war. Im unabhängigen Kamerun unterstützte die chinesische Regierung ein neues Reisanbau-Projekt in der Stadt. Nanga-Eboko liegt an der Bahnstrecke Douala–Ngaoundéré und hat einen Bahnhof.

## Einzelnachweise

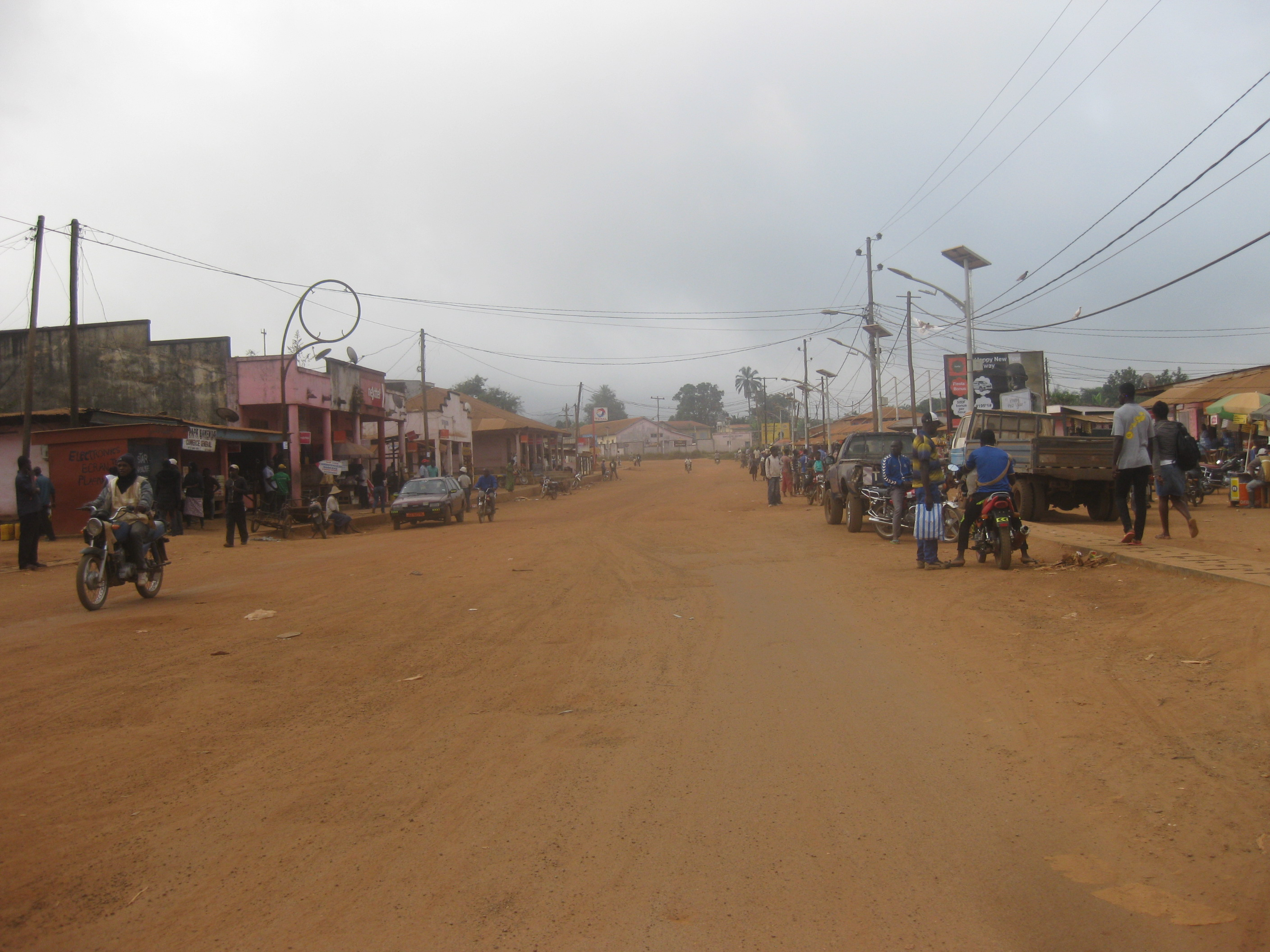
Nanga-Eboko